# CEIP Torres Jonama
El CEIP Torres Jonama és una institució d'educació infantil i primària, situada a Palafrugell, a la comarca del Baix Empordà.
L'edifici on està ubicat el centre fou construït amb la finalitat d'ésser exclusivament centre escolar. Va ser inaugurat l'any 1925 gràcies al finançament de Josep Torres Jonama i ha sofert dues ampliacions, l'última de les quals fou durant el curs 1993/94.
El centre té dues línies: 6 aules d'educació infantil i 13 d'educació primària.
Les instal·lacions consten de biblioteca, laboratori, gimnàs, menjador, pista poliesportiva, aula d'acollida, aula d'informàtica, aula de teatre, aula polivalent i aula de psicomotricitat.
L'arxiu va ser conservat a la mateixa escola fins al seu ingrés a l'Arxiu Municipal de Palafrugell.

## Història
A les darreries del segle xix l'escola pública de Palafrugell va patir continus problemes lligats a una manca general de recursos, a la insuficiència de mestres, al seu poc reconeixement social i als locals gens adequats. A partir de 1907 la situació comença a canviar, amb uns nous locals per a l'escola pública de nenes (entre el carrer dels Valls i el carrer de la Verge Maria); l'any 1908 l'Ajuntament va llogar uns locals nous per a l'escola pública de nens al carrer del Sol (actual carrer de Torres Jonama).
L'any 1919 Josep Torres Jonama (1857-1946), poderós industrial palafrugellenc que emigrà de ben jove a Nova York on va fer fortuna, va instituir l'anomenat Fons Torres, que tenia com a principal objectiu el foment de l'ensenyament. La lluita contra l'absentisme escolar, la desescolarització i l'analfabetisme van ser les grans prioritats del Fons Torres. El 1924 Torres Jonama posa fi a l'existència del fons però alhora reitera el seu interès a construir unes noves escoles i cedir-les a l'Ajuntament. Va portar el projecte de construcció de les noves escoles directament d'Amèrica; el disseny del grup escolar s'inspirava en els models que aleshores es construïen als Estats Units. A banda d'aquest grup escolar de Palafrugell Torres Jonama també va contribuir a la construcció de les escoles de Mont-ras, Pals i Regencós. Les escoles de Palafrugell van ser inaugurades el 4 de juny de 1925 amb la presència del rei d'Espanya, Alfons XIII.
El 15 d'octubre de 1964 el que eren dues escoles nacionals separades a tots els efectes van quedar fusionades en una única agrupació escolar, es constituïa així de manera oficial l'Agrupació Escolar J. Torres Jonama. El nom «Torres Jonama» l'havien proposat, professors i professores, nou anys enrere en la sessió conjunta de 27 de juny de 1955.
Durant el curs 1967-1968 es van posar en funcionament a l'escola els serveis de menjador i transport escolar. En els primers anys de la dècada dels anys setanta es van portar a terme importants millores d'infraestructura, es va ampliar l'escola amb un nou edifici i es van rebre diferents partides de material. Durant el curs 1992-1993 es van rehabilitar els pavellons vells.
L'any 2000 es va commemorar el 75è aniversari de l'escola.